# Regione raguseo-narentana
La Regione raguseo-narentana (o raguseo-narentina; in croato Dubrovačko-neretvanska županija) è una regione della Croazia meridionale. Essa occupa la parte meridionale della Dalmazia (con la penisola di Sabbioncello e le isole di Curzola, Meleda e Lagosta) e confina ad est con la Bosnia ed Erzegovina e a sud con il Montenegro. Capoluogo della regione è Ragusa.

## Geografia fisica
Gran parte della Regione raguseo-narentana costituisce una exclave, in quanto non vi è continuità territoriale con il resto della Croazia. La terraferma croata viene difatti tagliata all'altezza di Neum da una parte costiera di pochi chilometri che costituisce l'unico sbocco al mare della Bosnia-Erzegovina. Per ovviare è stato costruito il Ponte di Sabbioncello, lungo 2 300 m, che collega la città di Porto Tolero con la penisola di Sabbioncello.

## Popolazione
Suddivisione della popolazione secondo le nazionalità (dati secondo il censimento del 2001):
- 114.621 (93,29%) croati
- 2.409 (1,96%) serbi
- 1.760 (1,43%) bosniaci
- 370 (0,30%) montenegrini
- 328 (0,27%) albanesi
- 163 (0,13%) sloveni
- 50 (0,04%) italiani

## Città e comuni
La Regione raguseo-narentana è divisa in 5 città e 17 comuni, qui sotto elencati (fra parentesi il dato relativo al censimento della popolazione del 2011).

### Città
| Stemma | Città               | Altitudine m s.l.m. | Superficie km² | Ab.    | Densità ab./km² | Frazioni                                                 |
| ------ | ------------------- | ------------------- | -------------- | ------ | --------------- | -------------------------------------------------------- |
|        | Curzola, Korčula    | 1                   | 108,20         | 5.634  | 52,07           | 5                                                        |
|        | Fort'Opus, Opuzen   | 1                   | 24,04          | 3.264  | 135,77          | 3                                                        |
|        | Metković            | 1                   | 51,00          | 16.929 | 331,94          | 5                                                        |
|        | Porto Tolero, Ploče | 1                   | 128,94         | 10.102 | 78,35           | 9                                                        |
|        | Ragusa, Dubrovnik   | 1                   | 143,35         | 42.641 | 297,46          | 32 (+ 8 circoscrizioni o quartieri e 17 comitati locali) |

### Comuni
| Stemma | Comune                                | Altitudine m s.l.m. | Superficie km² | Ab.   | Densità ab./km² | Frazioni |
| ------ | ------------------------------------- | ------------------- | -------------- | ----- | --------------- | -------- |
|        | Blatta, Blato                         | 10                  | 89,28          | 3.583 | 40,13           | 1        |
|        | Breno, Župa dubrovačka                | 1                   | 22,81          | 8.460 | 370,89          | 8        |
|        | Iagnina, Janjina                      | 1                   | 29,20          | 551   | 18,87           | 6        |
|        | Canali, Konavle                       | 1                   | 209,25         | 8.577 | 40,98           | 32       |
|        | Kula Norinska                         | 14                  | 60,60          | 1.776 | 29,30           | 9        |
|        | Lagosta, Lastovo                      | 1                   | 56,00          | 792   | 14,14           | 2        |
|        | Litorale Raguseo, Dubrovačko primorje | 1                   | 197,11         | 2.161 | 10,96           | 15       |
|        | Lombarda, Lumbarda                    | 1                   | 10,66          | 1.224 | 114,82          | 14       |
|        | Meleda, Mljet                         | 1                   | 98,01          | 1.081 | 11,03           | 5        |
|        | Pojezerje                             | 100                 | 33,22          | 991   | 29,83           | 6        |
|        | Sabbioncello, Orebić                  | 14                  | 113,13         | 4.122 | 36,44           | 14       |
|        | Slivno                                | 380                 | 10,00          | 1.997 | 199,70          | 18       |
|        | Smoquizza, Smokvica                   | 122                 | 43,48          | 918   | 21,11           | 1        |
|        | Stagno, Ston                          | 8                   | 169,51         | 2.410 | 14,22           | 18       |
|        | Trappano, Trpanj                      | 5                   | 36,70          | 727   | 19,81           | 4        |
|        | Vallegrande, Vela Luka                | 8                   | 43,27          | 4.130 | 95,45           | 1        |
|        | Zažablje                              | 150                 | 60,00          | 757   | 12,62           | 2        |